# Sodoku
El sodoku o fiebre por mordedura de rata es una enfermedad infecciosa transmitida en las secreciones de la boca o la nariz, o por la orina de un roedor infectado. La fiebre por mordedura de rata puede ser causada por dos organismos diferentes: el Streptobacillus moniliformis y el Spirillum minus. 
La mayoría de las personas adquieren la enfermedad a través del contacto con las secreciones urinarias, orales (boca) o conjuntivales (ojos o nariz) de un animal infectado, por lo general las ratas, aunque también pueden ser causadas por otros animales como las ardillas, las comadrejas y los jerbos. La infección se produce por medio de una mordedura, sin embargo, algunos casos pueden presentarse simplemente por el contacto con estas secreciones.
La forma causada por el Spirillum minus, llamada sodoku, es común en Asia, predominantemente en Japón. En esta forma de fiebre se observa frecuentemente un sarpullido cutáneo particular caracterizado por placas de color rojo o púrpura, y la herida sana puede reactivarse y abrirse nuevamente.
La fiebre por mordedura de rata causada por el Streptobacillus moniliformis, por lo general se presenta con fiebre, escalofríos, dolor de cabeza, dolor muscular en un período de 10 días después de la exposición, seguido de un período de tres días en que se presenta un sarpullido extendido principalmente en las extremidades. Las articulaciones grandes bien sea una o varias pueden inflamarse, tornarse rojas y dolorosas. Si esta enfermedad no se trata, se pueden presentar complicaciones severas, incluyendo la infección de las válvulas del corazón.